# Загорський оптико-механічний завод
Загорський оптико-механічний завод (рос. Загорский оптико-механический завод) — російське підприємство військового призначення. Виробничі потужності розташовані в місті Сергієв Посад (раніше — Загорськ) у Московській області. Входить до складу холдингу «Швабе», який належить до російського державного оборонного конгломерату Ростех.
Загорський оптико-механічний завод є виробником піротехніки і високоточного оптичного обладнання для військових, таких як активні інфрачервоні прилади нічного бачення і біноклі. У списку експортної продукції підприємства — біноклі, монокуляри, мисливські приціли та прилади нічного бачення, медичні та аналітичні прилади.

## Історія
Заснований у 1935 році. У квітні 1936 року підприємство випустило свій перший виріб - мікроскоп до преса Брінелля для визначення твердості металів. під час Другої світової війни евакуювався до Томська. 
1994 року підприємство було перетворено на акціонерне товариство відкритого типу «Загорський оптико-механічний завод».
8 червня 2022 року на заводі сталася пожежа, одна з кількох незвичайних пожеж у 2022 році в Росії.
9 серпня 2023 року на заводі стався потужний вибух. Губернатор області стверджував, що вибух відбувся на складі «піротехніки».